# Gastón de Moncada y Gralla
Gastón de Moncada y Gralla, marchese di Aitona (in catalano Gastó de Montcada i de Gralla; Barcellona, 21 marzo 1554 – Saragozza, 24 gennaio 1626), è stato un nobile, politico e diplomatico spagnolo.

## Biografia
Nacque a Barcellona il 21 marzo 1554, da Francisco, I marchese di Aitona (1532-1594), e dalla nobildonna Lucrecia Gralla y Hostalric, signora di Subirat e di Esponella († 1599), di cui era il primogenito di diciassette figli. Sposò la nobildonna Catalina de Moncada y Bou († 1617), figlia di Miguel, signore di Vilamarxant, da cui ebbe cinque figli.
Iniziò la sua carriera politico-diplomatica a Roma come ambasciatore del re Filippo II di Spagna per gli affari speciali presso la Santa Sede, per poi essere inviato in Sardegna, dove ricoprì la carica di viceré dal 1590 al 1595. La forte personalità del Marchese di Aitona, esponente dell'aristocrazia catalano-aragonese, lo portò a governare l'isola con sufficienti garanzie e distanza dalle fazioni locali: egli, nel 1593, convocò i tre bracci del Parlamento sardo, militare, ecclesiastico e reale, assieme ai quali furono fatte diverse riforme.
Dopo aver concluso il suo mandato in Sardegna, Moncada fece ritorno in Spagna, e tornò a servire come viceré in Aragona, in sostituzione del cardinale Ascanio Colonna, incarico che ricoprì dal 1605 al 1615. Durante il suo vicereame ebbe luogo l'espulsione dei moriscos ordinata dal re Filippo III di Spagna nel 1610, che in Aragona costituivano una collettività di circa 64.000 individui, pari al 20% della popolazione totale, peraltro in aumento rispetto agli anni precedenti.
Dal 1616, il Marchese di Aitona fu a Madrid, dove fu membro del Consejo de Estado.
Morì a Saragozza il 24 gennaio 1626.

### Matrimoni e discendenza
Gastón de Moncada y Gralla, II marchese di Aitona, dal suo matrimonio con la nobildonna Catalina de Moncada y Bou, ebbe i seguenti figli:
- Francisco, III marchese di Aitona (1586-1635), che fu diplomatico, militare e scrittore, che dalla consorte Margarita de Castro y Alagón ebbe otto figli;
- Miguel (1593-1615);
- Pedro († 1621);
- Lucrecia († 1608), che fu moglie di Pedro Jiménez de Urréa, signore di Almonésir;
- Martina.

## Ascendenza
|                                                                   |                                                          |                                                                  | Genitori                                            |  |  | Nonni |  |  | Bisnonni                                      |  |  | Trisnonni                                             |  |
|                                                                   |                                                          |                                                                  |                                                     |  |  |       |  |  | Gastón de Moncada y Cardona, barone di Aitona |  |  | Pedro Ramón de Moncada y Vilaragut, signore di Aitona |  |
|                                                                   |                                                          |                                                                  |                                                     |  |  |       |  |  | Gastón de Moncada y Cardona, barone di Aitona |  |  | Pedro Ramón de Moncada y Vilaragut, signore di Aitona |  |
|                                                                   |                                                          | Beatriz de Cardona y Navarra                                     |                                                     |  |  |       |  |  | Gastón de Moncada y Cardona, barone di Aitona |  |  |                                                       |  |
| Juan de Moncada y de Tolça, conte di Aitona                       |                                                          |                                                                  |                                                     |  |  |       |  |  | Gastón de Moncada y Cardona, barone di Aitona |  |  |                                                       |  |
|                                                                   |                                                          | Ángela de Tolça y Ripoll, signora di Beniarjó                    | ?                                                   |  |  |       |  |  |                                               |  |  |                                                       |  |
|                                                                   |                                                          | Ángela de Tolça y Ripoll, signora di Beniarjó                    | ?                                                   |  |  |       |  |  |                                               |  |  |                                                       |  |
|                                                                   |                                                          | Ángela de Tolça y Ripoll, signora di Beniarjó                    | ?                                                   |  |  |       |  |  |                                               |  |  |                                                       |  |
| Francisco, marchese di Aitona                                     |                                                          | Ángela de Tolça y Ripoll, signora di Beniarjó                    |                                                     |  |  |       |  |  |                                               |  |  |                                                       |  |
|                                                                   |                                                          | Fernando Folc de Cardona y Enríquez de Quiñones, duca di Cardona | Juan Ramón Folc de Cardona y Urgel, duca di Cardona |  |  |       |  |  |                                               |  |  |                                                       |  |
|                                                                   |                                                          | Fernando Folc de Cardona y Enríquez de Quiñones, duca di Cardona | Juan Ramón Folc de Cardona y Urgel, duca di Cardona |  |  |       |  |  |                                               |  |  |                                                       |  |
|                                                                   |                                                          | Fernando Folc de Cardona y Enríquez de Quiñones, duca di Cardona | Aldonza Enríquez de Quiñones                        |  |  |       |  |  |                                               |  |  |                                                       |  |
| Ana de Cardona y Manrique                                         |                                                          | Fernando Folc de Cardona y Enríquez de Quiñones, duca di Cardona |                                                     |  |  |       |  |  |                                               |  |  |                                                       |  |
|                                                                   |                                                          | Francisca Manrique de Lara y Castro                              | Pedro Manrique de Lara                              |  |  |       |  |  |                                               |  |  |                                                       |  |
|                                                                   |                                                          | Francisca Manrique de Lara y Castro                              | Pedro Manrique de Lara                              |  |  |       |  |  |                                               |  |  |                                                       |  |
|                                                                   |                                                          | Francisca Manrique de Lara y Castro                              | Guiomar de Castro                                   |  |  |       |  |  |                                               |  |  |                                                       |  |
| Gastón de Moncada y Gralla, marchese di Aitona                    |                                                          | Francisca Manrique de Lara y Castro                              |                                                     |  |  |       |  |  |                                               |  |  |                                                       |  |
|                                                                   | Juan Miguel de Gralla, signore di Subirat e di Esponella | ?                                                                |                                                     |  |  |       |  |  |                                               |  |  |                                                       |  |
|                                                                   | Juan Miguel de Gralla, signore di Subirat e di Esponella | ?                                                                |                                                     |  |  |       |  |  |                                               |  |  |                                                       |  |
|                                                                   | Juan Miguel de Gralla, signore di Subirat e di Esponella | ?                                                                |                                                     |  |  |       |  |  |                                               |  |  |                                                       |  |
| Francisco de Gralla y Desplá, signore di Subirat e di Esponella   | Juan Miguel de Gralla, signore di Subirat e di Esponella |                                                                  |                                                     |  |  |       |  |  |                                               |  |  |                                                       |  |
|                                                                   |                                                          | ?                                                                | ?                                                   |  |  |       |  |  |                                               |  |  |                                                       |  |
|                                                                   |                                                          | ?                                                                | ?                                                   |  |  |       |  |  |                                               |  |  |                                                       |  |
|                                                                   |                                                          | ?                                                                | ?                                                   |  |  |       |  |  |                                               |  |  |                                                       |  |
| Lucrecia de Gralla y Hostalric, signora di Subirat e di Esponella |                                                          | ?                                                                |                                                     |  |  |       |  |  |                                               |  |  |                                                       |  |
|                                                                   |                                                          | Juan de Hostalric Sabastida y Llull                              | Juan de Hostalric Sabastida                         |  |  |       |  |  |                                               |  |  |                                                       |  |
|                                                                   |                                                          | Juan de Hostalric Sabastida y Llull                              | Juan de Hostalric Sabastida                         |  |  |       |  |  |                                               |  |  |                                                       |  |
|                                                                   |                                                          | Juan de Hostalric Sabastida y Llull                              | Caterina Lull                                       |  |  |       |  |  |                                               |  |  |                                                       |  |
| Guiomar de Hostalric Sabastida y Montbui                          |                                                          | Juan de Hostalric Sabastida y Llull                              |                                                     |  |  |       |  |  |                                               |  |  |                                                       |  |
|                                                                   |                                                          | Juana de Montbui Tagament                                        | ?                                                   |  |  |       |  |  |                                               |  |  |                                                       |  |
|                                                                   |                                                          | Juana de Montbui Tagament                                        | ?                                                   |  |  |       |  |  |                                               |  |  |                                                       |  |
|                                                                   |                                                          | Juana de Montbui Tagament                                        | ?                                                   |  |  |       |  |  |                                               |  |  |                                                       |  |
|                                                                   |                                                          | Juana de Montbui Tagament                                        |                                                     |  |  |       |  |  |                                               |  |  |                                                       |  |